# Ха-Цофе
«Ха-Цофе́» (ивр. הַצּוֹפֶה‎, с ивр. — «Наблюдатель») — ежедневная газета, печатный орган религиозного сионизма, издававшаяся в подмандатной Палестиине, а затем в Израиле с 1937 по 2008 год (в последние годы существования — как приложение к газете «Макор Ришон»).

## История
Газета «Ха-Цофе» создавалась как печатный орган религиозно-сионистских организаций «Мизрахи» и «Ха-Поэль ха-Мизрахи» (в 1950-е годы объединившихся в Национальную религиозную партию Израиля). Инициатором создания был один из лидеров «Мизрахи» Меир Бар-Илан, занимавший пост главного редактора газеты до 1949 года. Первый номер вышел в свет 4 августа 1937 года.
В первое время большинство материалов «Ха-Цофе» создавал Иехошуа Радлер-Фельдман, исполнительным редактором был писатель Мордехай Липсон; ещё одним ведущим автором был Иешаяху Бернштейн — по совместительству секретарь издания. Поначалу газета выходила три раза в неделю (по понедельникам, средам и пятницам), но после выхода 16-го номера её издание было временно приостановлено, а с 17 декабря 1937 года возобновлено уже в ежедневном формате. С этого момента «Ха-Цофе» оставалась ежедневной газетой до 2007 года. Помимо основной газеты, посвящённой текущим событиям, выходило также еженедельное литературное приложение, темами которого были в основном новые исследования в области иудаики. С 1947 года выходило также детское издание «Ха-Цофе ле-еладим», выходившее в свет несколько десятилетий.
С переходом на ежедневный выпуск редакция газеты переехала из Иерусалима в Тель-Авив. В будние дни, с воскресенья по четверг, «Ха-Цофе» распространялась среди подписчиков, а пятничный номер поступал также в свободную продажу. В первое время количество подписчиков составляло лишь 3 тысячи человек (для сравнения, газета «Едиот ахронот» в 1939 году насчитывала 6000 подписчиков).
В годы британского мандата «Ха-Цофе» выступала за создание еврейского государства в Палестине на основах заповедей Торы. После создания Израиля газета продолжала выступать за систему еврейского образования, базирующуюся на религиозной традиции и включающую изучение еврейских религиозных источников как центральную часть учебной программы. Публикации в «Ха-Цофе» играли важную роль в общественной дискуссии по таким злободневным вопросам, как масштабы алия, определение понятия «еврей», получение немецких репараций. Как коалиционный союзник партий власти, Национальная религиозная партия в основном занимала в политических вопросах центристские позиции, однако после Шестидневной войны идеологические разногласия между ней и левосионистским лагерем начали возрастать. После того, как в 1988 году ушёл на покой многолетний лидер МАФДАЛ Йосеф Бург, редакционная политика «Ха-Цофе» стала более правой, и газета заняла позиции безоговорочной поддержки израильского поселенческого движения. В её публикациях периодически выражались мнения наиболее радикальных представителей поселенчества. В частности, «Ха-Цофе» стал рупором сторонников теории заговора об истинных убийцах Ицхака Рабина.
После того, как в 1997 году на пост главного редактора был назначен Гонен Гинат, в «Ха-Цофе» состоялся кардинальный пересмотр редакционной политики. В целях увеличения рентабельности её формат был изменён, и газета приобрела облик таблоида, а её наполнение стало носить бульварный характер. В это время ежедневный тираж «Ха-Цофе» составлял 16—18 тысяч экземпляров — величина, сопоставимая с тиражами других партийных изданий («Давар», «Аль ха-Мишмар», «Ятед Неэман»), но почти в 30 раз уступавшая тиражам такой национальной газеты, как «Едиот ахронот», в будние дни и в 90 раз — в пятницу.
В 2003 году газету «Ха-Цофе» приобрёл бизнесмен Шломо Бен-Цви, выпускавший также ежедневную газету «Макор Ришон». Спустя четыре года было принято решение о слиянии ежедневных выпусков «Макор Ришон» и «Ха-Цофе». Название «Ха-Цофе» было сохранено за пятничным приложением к «Макор Ришон», но уже в конце 2008 года редакция «Ха-Цофе» была закрыта окончательно. Большинство сотрудников «Ха-Цофе» перешли в редакцию «Макор Ришон». В общей сложности за 71 год издания свет увидели 20 145 номеров «Ха-Цофе».

## Главные редакторы
- 1937—1949 — Меир Бар-Илан
- 1949—1981 — Шабтай Дон-Яхья[1]
- 1981—1997 — Моше Ишон[1]
- 1997—2007 — Гонен Гинат[1]